# Diplotaxis metallescens
Diplotaxis metallescens är en skalbaggsart som beskrevs av Bates 1888. Diplotaxis metallescens ingår i släktet Diplotaxis och familjen Melolonthidae. Inga underarter finns listade i Catalogue of Life.